# هاس ویسسر تی هوفت
هاس ویسسر تی هوفت (انگلیسی: Haas Visser 't Hooft; ۲۰ سپتامبر ۱۹۰۵ – ۲۸ ژوئیهٔ ۱۹۷۷) بازیکن هاکی روی چمن اهل پادشاهی هلند بود.